# Tessarotis rubrata
Tessarotis rubrata là một loài bướm đêm trong họ Geometridae.